# Beringmeer
Koordinaten: 58° N, 178° W

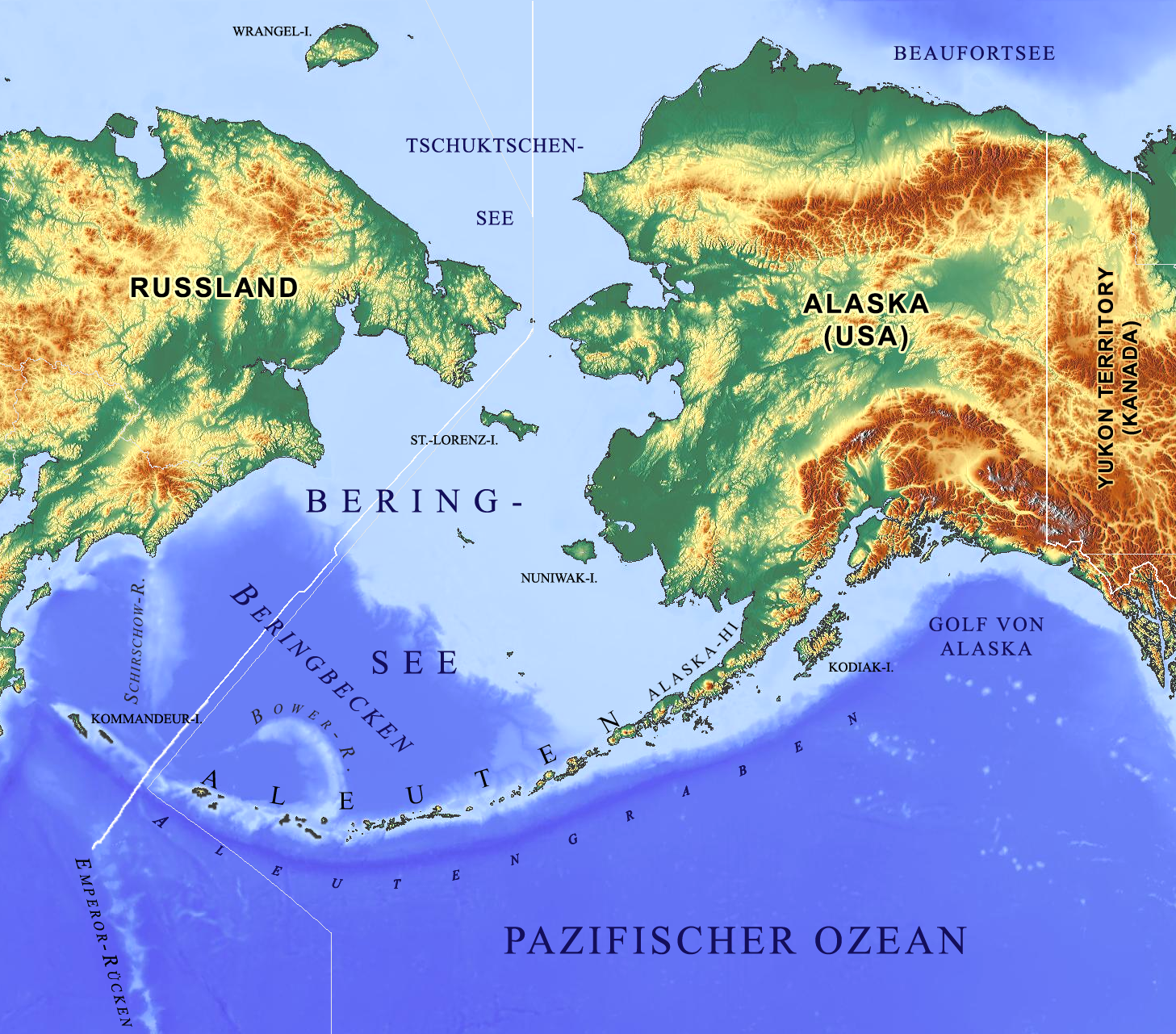
Beringmeer

Das Beringmeer oder die Beringsee ist ein durchschnittlich rund 1600 Meter tiefes Randmeer am nördlichen Ende des Pazifischen Ozeans zwischen Nordamerika und dem Nordosten Asiens.

## Geographie
Das relativ flache Meer liegt zwischen der Westküste Alaskas (USA) und der Ostküste Sibiriens (Russland). Im Norden ist das Beringmeer über die Beringstraße mit dem Arktischen Ozean verbunden. Im Süden wird seine Abgrenzung gegen den Pazifik durch die Inselkette der Alëuten (USA) und die sich westlich daran anschließenden Kommandeurinseln (Russland) gebildet. Im Westen grenzt das Beringmeer auch an den Nordteil der Halbinsel Kamtschatka. Seine Gesamtfläche beträgt etwa 2,3 Millionen km².
Bezüglich seines Unterwasserreliefs lässt sich die Beringsee in zwei flächenmäßig ungefähr gleich große Bereiche einteilen: einen flachen Bereich im Norden auf dem Kontinentalschelf, der die beiden Kontinente im Beringmeer unter Wasser miteinander verbindet und das viel tiefere Beringbecken im Südwesten. Der nördliche Teil ist größtenteils weniger als 150 Meter tief. In ihm liegen die Insel Nunivak, die Pribilof-Inseln, die St.-Lawrence-Insel, die St.-Matthew-Insel (alle USA) und die Karagininsel (Russland). In der Mitte der Beringstraße liegen die beiden Diomedes-Inseln, zwischen denen die Staatsgrenze USA–Russland und die Datumsgrenze verlaufen.

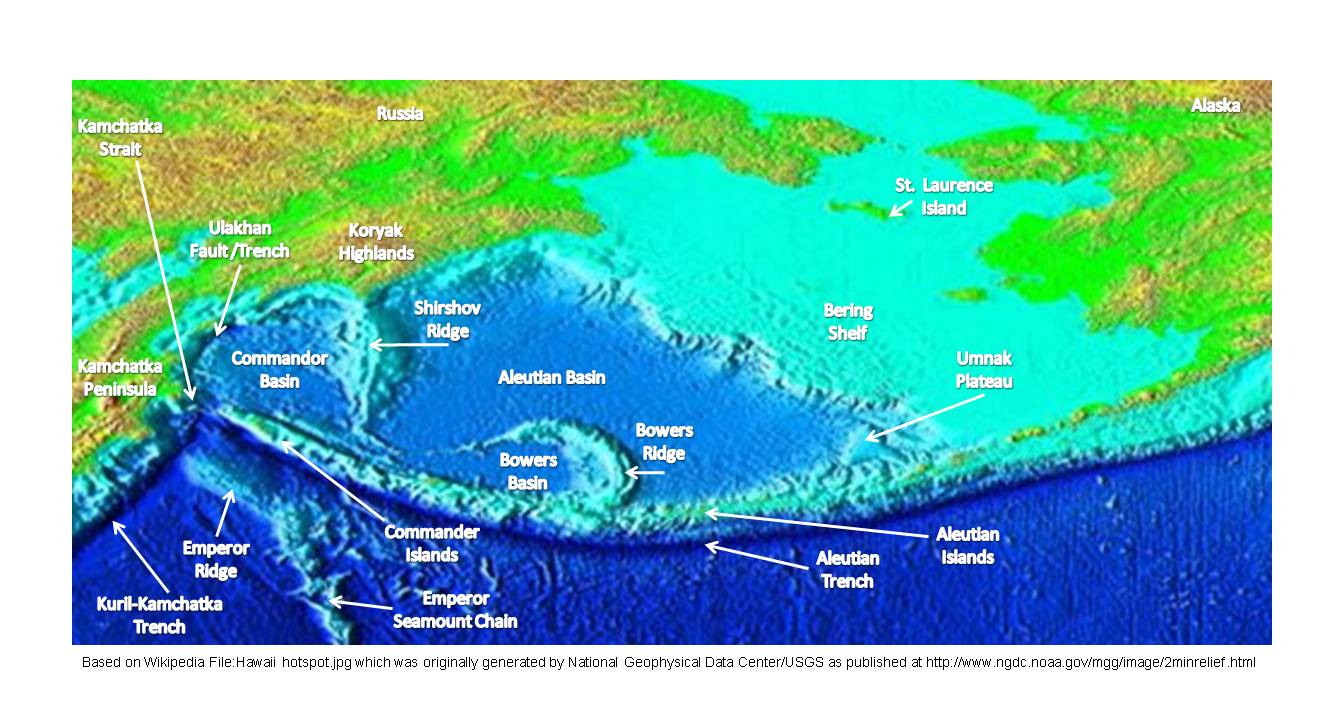
Details im Beringbecken und den angrenzenden Gebieten

Das Beringbecken wird durch untermeerische Höhenzüge in drei Teilbecken gegliedert: Das Kommandeurbecken, das Alëutenbecken und das Bowersbecken. Die tiefste Stelle des Meeres mit 4097 m liegt im Bowersbecken. Der Boden des Beringbeckens bildet, abgesehen von den erwähnten flächenmäßig relativ unbedeutenden Höhenzügen, ebenfalls eine Ebene mit Tiefen zwischen 3600 und 3900 m.

## Geschichte
Noch vor ungefähr 10.000 Jahren, als die letzte Eiszeit zu Ende ging und der Meeresspiegel um etwa 125 m tiefer lag als heute, befand sich am nördlichen Abschluss des Beringmeers im Bereich der heutigen Beringstraße eine Landbrücke, die Asien und Amerika miteinander verband. Über diese Beringia genannte Verbindung gelangten – nach heute gängiger Lehrmeinung – die ersten Menschen nach Nordamerika.
Das Beringmeer wurde aus Sicht des europäisch geprägten Kulturraums 1648 von Semjon Deschnjow zusammen mit Fedot Popow und Gerassim Ankudinow entdeckt. Benannt ist es nach dem dänischen Naturforscher und Kapitän Vitus Bering, der 1741 im Auftrag des Zaren Peter der Große das Gewässer als erster befuhr, um zu erkunden, ob es eine Verbindung von Asien nach Amerika gibt.
In der zweiten Hälfte des 19. Jahrhunderts, nachdem die Vereinigten Staaten neben den Pribilof-Inseln auch das Kerngebiet des heutigen Bundesstaates Alaska 1867 käuflich von Russland erworben hatten, gab es Streitigkeiten zwischen den USA und dem Vereinigten Königreich über die Jagdrechte im Beringmeer. Russland hatte in den Verträgen mit den genannten Staaten festgelegt, dass es nurmehr seinen Küstenstreifen als Staatsgebiet betrachtete. Die USA sahen daher die Chance, das Beringmeer in ihr Staatsgebiet einzugliedern, und begannen damit, britische und kanadische Fischereischiffe und Robbenjäger fernzuhalten.
Daraufhin legte das Vereinigte Königreich Protest ein, der zu einer Verhandlung mit internationalen Rechtspersönlichkeiten führte. Das Gericht tagte 1892 in Paris und teilte am 15. August sein Urteil mit: Es wurde entschieden, dass die USA ein Anrecht allein auf die Dreimeilenzone hatten. Daneben wurde auch die Robbenjagd auf dem offenen Meer eingeschränkt. Sie durfte von diesem Zeitpunkt an nur noch zwischen dem 1. Mai und dem 31. Juli stattfinden.
2021 wurde die Fangsaison für die Roten Königskrabben und 2022 die Fangsaison für Schneekrabben durch die Fischereibehörde von Alaska abgesagt, nachdem die Bestände der beiden Arten binnen weniger Jahre drastisch zurückgegangen waren.